# 湯田錦秋湖站
湯田錦秋湖站（日语：／ Yuda-kinshūko eki */?）位於岩手縣和賀郡西和賀町耳取，是東日本旅客鐵道（JR東日本）北上線的車站。該站為岸式月臺，擁有1面1線的地上站。湯田錦秋湖站為無人車站，由北上站管理。

## 車站周邊
- 大石簡易郵局
- 岩手縣道133號湯田錦秋湖停車場線
- 錦秋湖
- 錦秋湖溫泉（日语：錦秋湖温泉） 洞窟溫泉（穴ゆっこ）
- 秋田高速公路・錦秋湖服務區
- 國道107號

## 歷史
- 1924年11月15日：横黑線陸中川尻站至大荒澤站（日语：大荒沢信号場）開通，本站以中途站開業，當時稱為「陸中大石站」[1]。
- 1962年12月1日：因建設湯田水壩（錦秋湖），變更路線，移至現址。
- 1986年11月1日：撤去列車交換設備，並降為無人車站。
- 1987年4月1日：國鐵分割民營化，由JR東日本承繼。
- 1991年6月20日：改稱為湯田錦秋湖站。

## 相鄰車站
東日本旅客鐵道
■北上線
和賀仙人－湯田錦秋湖－安心湯田